# چکاوک بال‌سفید
چکاوک بال سفید (نام علمی: Melanocorypha leucoptera) پرنده‌ای از راستهٔ گنجشکسانان و از تیرهٔ چکاوکیان و با طول ۱۸ سانتیمتر، گونه‌ای نسبتاً بزرگ با منقاری کوتاه است.